# Aclypea opaca
Aclypea opaca is een keversoort behorend tot de familie van de Aaskevers (Silphidae). De soort wordt gevonden in Europa, Noord-Azië en Noord-Amerika.

## Kenmerken
De kevers bereiken een lengte van 9 tot 12 millimeter. Ze hebben een zwarte lichaamskleur, maar zijn dicht bedekt met fijn goudkleurig haar, zelden met grijs haar, af en toe worden er ook haarloze dieren gevonden. De bovenlip is aan de voorkant diep gerand (algemeen kenmerk, verschil met het geslacht Silpha). Het pronotum draagt twee (maximaal zes) haarloze, glanzende plekken aan weerszijden van het midden, die zeer zelden kunnen ontbreken. De dekschilden (elytra) hebben elk drie lengteribben, aan het einde van de derde is er een uitstulping, tussen de ribben zijn ze plat en dof door ondiepe, gelijkmatige stippen. De tarsi zijn roodbruin. De mannetjes zijn verbreed op de eerste vier gewrichten van de voorste en middelste paar poten.

## Vergelijkbare soorten
- Aclypea souverbii heeft een gelijkmatig geperforeerd pronotum zonder kale glimmende plekken. Deze is alleen verspreid in de alpiene regio's van de Pyreneeën en de Karpaten (evenals in de Altai en Sayan Mountains).
- Aclypea undata heeft een kaal bovenvlak en halsschild zonder glimmende plekken en kortgebarsten stippeltjes op de dekschilden.

## Verspreiding
De dieren komen voor in Europa, in Noord-Centraal-Azië (zuid tot Mongolië) en in Noord-Azië, in Siberië in het noorden tot 62° noorderbreedte. In Europa komen ze vooral veel voor in het noorden en oosten, en zeldzaam in het westen en zuiden. In Noord-Amerika is slechts een klein gebied in het uiterste noordwesten, in Alaska en de Northwest Territories, waar ze voorkomen. Informatie verder naar het zuiden is gebaseerd op verwarring met de vergelijkbare Aclypea bituberosa.

## Levenswijze
De imago's leven in velden en weiden en voeden zich met polyfage planten, zoals ganzenvoeten, bieten en grassen. Vrouwtjes leggen ongeveer 120 eieren in de grond gedurende een periode van ongeveer 45 dagen. De larven die eruit komen zijn zwart van kleur en hebben gele randen. Hun antennes zijn roestrood, de poten zijn geelbruin. Ze eten ook planten en geven de voorkeur aan planten uit de Amarantenfamilie (Amaranthaceae). Ze eten aan de rand van de bladeren of knagen er gaatjes in. De verpopping vindt plaats in de grond. De nieuwe generatie komt in juni uit en bereidt zich in de herfst voor om te overwinteren onder stenen of in droge bladeren of bosstrooisel. De belangrijkste roofdieren van de Aclypea opaca zijn loopkevers, patrijzen en jachtfazanten